# لیگ ملی فوتبال مولداوی
لیگ ملی فوتبال مولداوی 
(به مولداویایی: Divizia Naţională) معتبرترین لیگ فوتبال در کشور مولداوی است که از سال ۱۹۹۲ تاکنون برگزار می‌شود. این لیگ از ۱۲ تیم که از سراسر کشور مولداوی در آن شرکت می‌کنند برگزار می‌شود.
باشگاه فوتبال شریف تیراسپول با ۲۰ قهرمانی پرافتخارترین تیم این سری مسابقات به حساب می‌آید.